# Santa Maria (Siurana)

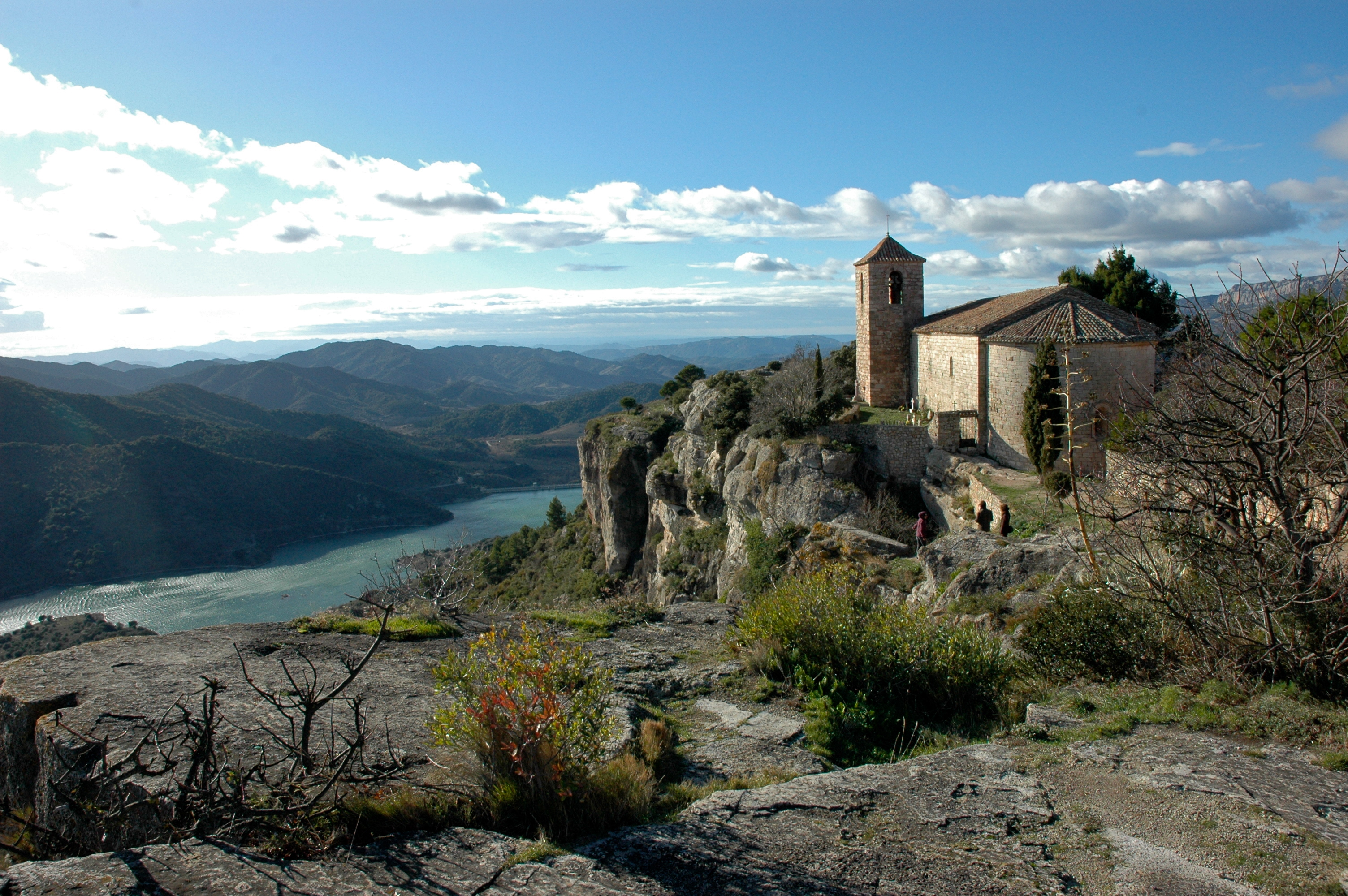
Església Santa Maria de Siurana

Die romanische Kirche Santa Maria steht am Rand des kleinen Dörfchens Siurana, welches zur katalanischen Gemeinde Cornudella de Montsant in der Provinz Tarragona gehört.

## Lage
Der noch etwa 35 Einwohner zählende Ort Siurana befindet sich auf einem nach drei Seiten steil abfallenden Felsplateau in einer Höhe von ca. 737 Metern ü. d. M.; die Kirche steht nur wenige Meter vom Abhang entfernt hoch über dem Stausee des Riu Siurana. Der Ort ist nur über eine etwa achteinhalb Kilometer lange kurvenreiche Strecke zu erreichen, die vom ca. 240 Meter tiefer gelegenen Ort Cornudella de Montsant durch eine Schlucht (Barranc de l’Estopinyà) führt.

## Geschichte
Während der Norden Kataloniens nur kurze Zeit von den Mauren besetzt war und bereits im 9. Jahrhundert sukzessive von den Grafen von Girona, den Grafen von Empúries und den Grafen von Barcelona bis zum Riu Llobregat zurückerobert werden konnte, dauerte die christliche Rückeroberung (reconquista) des südlichen Teils bis in die Mitte des 12. Jahrhunderts an. Als letzte Bastion des Waliats von Al-Andalus ergab sich die Felsenfestung von Siurana im Jahre 1153 den Truppen des Grafen Raimund Berengar IV. Es ist anzunehmen, dass mit dem Bau der Kirche Santa Maria unmittelbar im Anschluss begonnen wurde.

## Architektur
Die aus exakt behauenen Steinen gemauerte Kirche besteht aus einem Langhaus von etwa zehn Metern Länge mit anschließender halbrunder Apsis; die Südseite der Westfassade wird von einem Glockenturm stabilisiert. Bis auf das von kleinen Säulchen begleitete Apsisfenster und den runden Okulus in der Westfassade sind die übrigen Fenster lediglich in das Mauerwerk eingeschnitten. Das Kirchenschiff ist tonnengewölbt und hat Gurtbogenunterzüge; links und rechts der kalottengewölbten Apsis befinden sich zwei – aus den dicken Mauern herausgearbeitete und somit von außen nicht erkennbare – halbrunde Nischen, die die Chorlösung in die Nähe eines Trikonchos rücken. Das von eingestellten monolithischen Säulen begleitete dreifach zurückgestufte Archivoltenportal befindet sich in der Mitte der Nordseite der Kirche.

## Tympanon

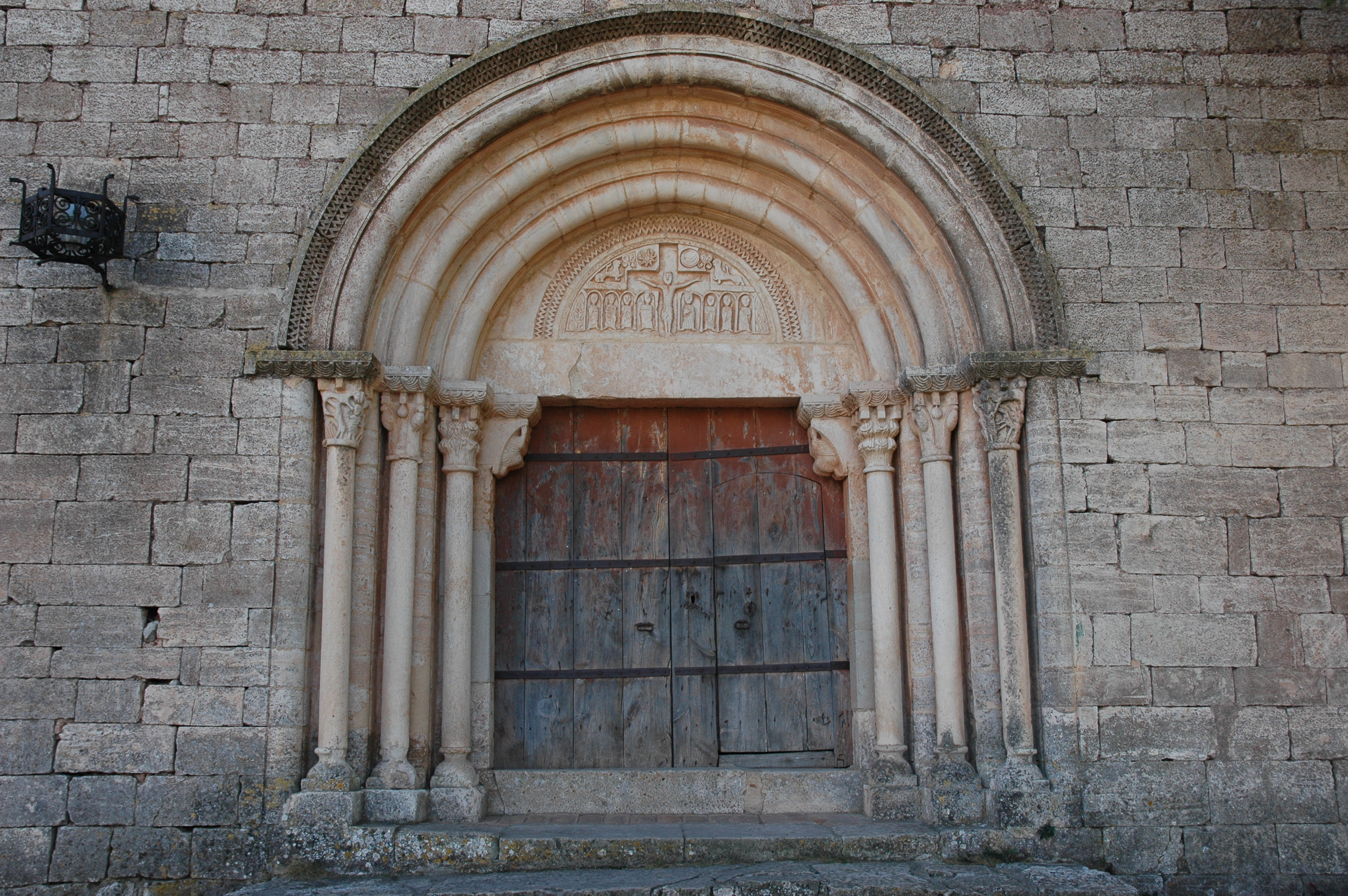
Portal

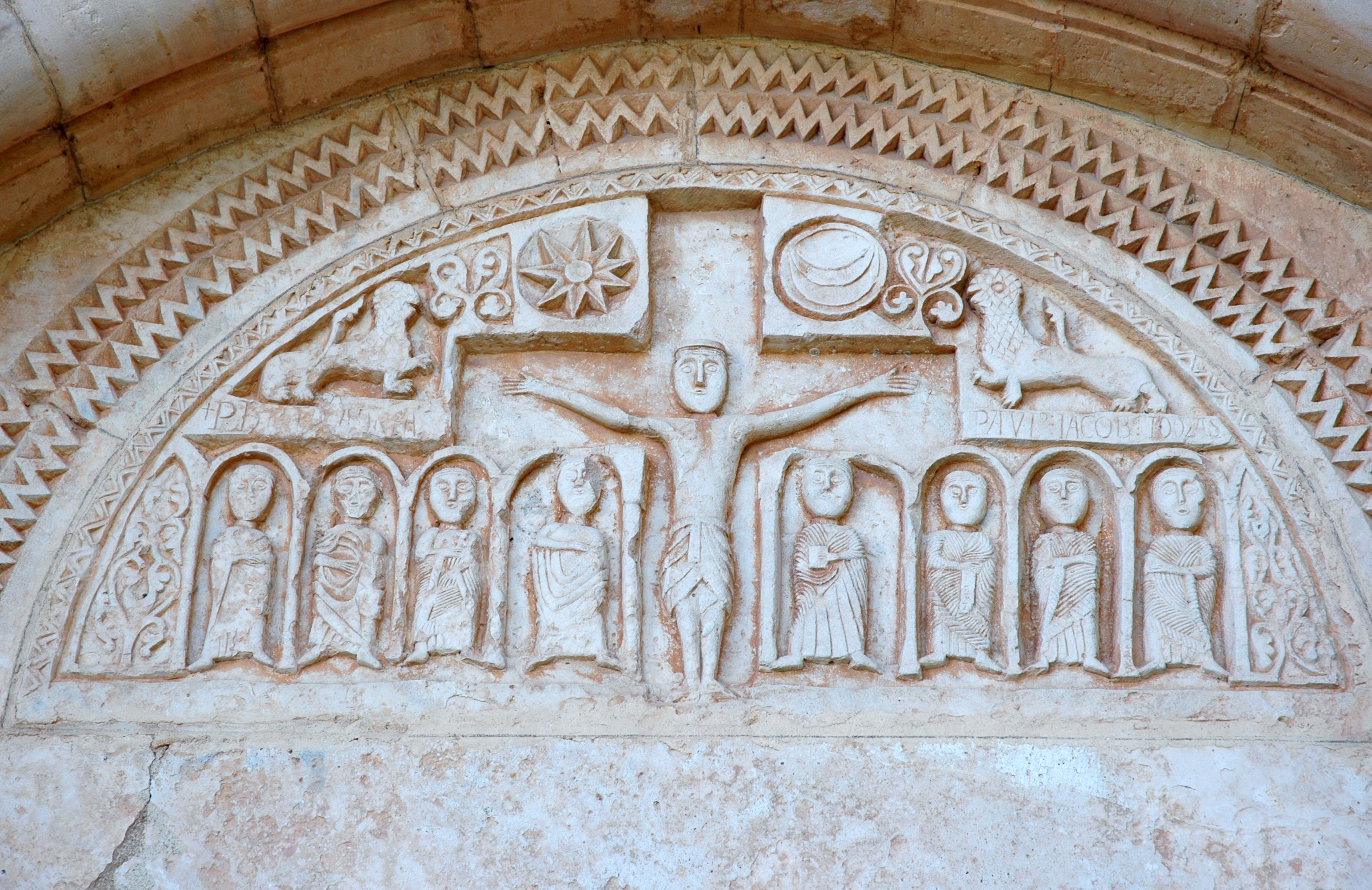
Tympanon des Portals

Das halbrunde Tympanonfeld über dem Türsturz zeigt in seiner Mitte den Gekreuzigten. Zu beiden Seiten seines Hauptes befinden sich Sonne und Mond als Zeichen seiner universalen Herrschaft sowie – als Hoheitssymbole – zwei Löwen. Unterhalb der ausgebreiteten Arme Christi stehen in rahmenden Arkaden zwei Gruppen von je vier Personen, die durch nicht vollständig erhaltene Inschriften als Apostel identifiziert werden können. Der Figurenschmuck des Tympanons ist insgesamt sehr ‚primitiv‘ und statisch gehalten; die rahmenden Zackenbögen sind dagegen exakt ausgeführt.